# Breiðavík (vik i Island, Norðurland eystra)
Breiðavík är en vik i republiken Island.   Den ligger i regionen Norðurland eystra, i den norra delen av landet, 300 km nordost om huvudstaden Reykjavík.